# زبل خان
زبل خان با عنوانِ اصلیِ پامپالینی شکارچی حیوانات (به لهستانی: Pampalini łowca zwierząt) نام یک مجموعهٔ کارتونیِ کوتاه لهستانی است که در سال ۱۹۷۶ میلادی منتشر شد. این کارتون در ایران، با نام زبل خان در دههٔ ۶۰ خورشیدی از شبکه اول تلویزیون ایران پخش شد.
این انیمیشن لهستانی داستان یک شکارچی است که سفارش برای شکار حیوانات می‌گیرد ولی همیشه کارش ناموفق است.

## قسمت‌ها
این مجموعه در طی سال‌های ۱۹۷۷ تا ۱۹۸۰ در ۱۳ قسمت به نام‌های زیر تهیه شد:
1. «زبل خان و خرس»
2. «زبل خان و تمساح»
3. «زبل خان و شیر»
4. «زبل خان و مورچه‌خوار مالایی»
5. «زبل خان و کرکس»
6. «زبل خان و مار بوآ»
7. «زبل خان و یتی»
8. «زبل خان و فیل»
9. «زبل خان و زرافه»
10. «زبل خان و شترمرغ»
11. «زبل خان و گوریل»
12. «زبل خان و مورچه‌خوار»
13. «زبل خان و اسب آبی»

## منبع به بیرون
زبل خان و فیل (دوبلهٔ فارسی) در یوتیوب